# Steven Cole (Sänger)
Steven Cole (geboren 1949 in Baltimore) ist ein US-amerikanischer Opernsänger im Stimmfach Tenor.

## Leben
Steven Cole studierte Soziologie und Anthropologie am Union College sowie Gesang am Peabody Institute der Johns Hopkins University und an der Königlichen Musikhochschule Stockholm. Nach der Graduierung setzte er seine Gesangsausbildung in England fort.
Sein Bühnendebüt machte er 1974 als Monsieur Triquet in Eugene Onegin beim Tanglewood Festival mit dem Boston Symphony Orchestra unter der Leitung von Seiji Ozawa. 1982 gastierte er erstmals beim Festival d’Aix-en-Provence als Monostatos in der Zauberflöte und er war in den Folgejahren dort ein regelmäßiger Gast. Cole sang an den großen Opernhäusern und bei bedeutenden Opernfestspielen. Seine Debütrolle an der Metropolitan Opera war der Tanzmeister in Ariadne auf Naxos unter James Levine.
Cole brillierte vor allem in Buffo- und Charakterrollen, er sang mehr als siebzig Rollen im Musikspektrum zwischen Claudio Monteverdi bis Ligeti. Er trat auch in Operetten von Johann Strauß und Franz Lehár auf.
Cole sang in Alban Bergs Lulu, 1985 in Boulevard Solitude von Hans Werner Henze beim Festival von Avignon und in Carlisle Floyds Susannah. Beim Festival d’Aix-en-Provence sang er 1992 in The Rake’s Progress unter Kent Nagano  und auch den Brighella in Ariadne auf Naxos von Richard Strauss. In der Barockmusik sang er bei Michel Corboz in L’Orfeo, Il ritorno d’Ulisse in patria und L’incoronazione di Poppea und bei René Jacobs in L’Argia von Antonio Cesti und La Calisto von Francesco Cavalli.
Cole war Sänger in Uraufführungen von Werken zeitgenössischer Komponisten:  1984 in Lyon in Gavin Bryars’ Medea, 1990 in Nancy in Jean Prodromidès’ La noche triste und 1997 in György Ligetis Neufassung von Le Grand Macabre in der Regie von Peter Sellars und unter dem Dirigat von Esa-Pekka Salonen bei den Salzburger Festspielen.